# Microtatorchis javanica
Microtatorchis javanica är en orkidéart som beskrevs av Johannes Jacobus Smith. Microtatorchis javanica ingår i släktet Microtatorchis och familjen orkidéer. Inga underarter finns listade i Catalogue of Life.